# Dózsa Imre
Dózsa Imre (Budapest, 1941. november 9. – Budapest, 2024. október 25.) Kossuth- és Liszt Ferenc-díjas magyar táncművész, balettpedagógus, balett- és színházigazgató, a Halhatatlanok Társulatának örökös tagja, egyetemi tanár.

## Életpályája
Szülei Dózsa Imre és Bartos Ilona. Balettművészként végzett az Állami Balett Intézetben 1959-ben. Balettmestere Lőrinc György volt. 1959–1989 között a Magyar Állami Operaházhoz szerződött, 1963-tól pedig az intézmény magántáncosa lett. Első szerepe a Herceg eltáncolása volt A diótörő című balettben, 1961-ben.
1963-ban balettpedagógusként is lediplomázott az Állami Balett Intézetben. Ugyanabban az évben házasságot kötött Szumrák Vera balettművésznővel. Két gyermekük született: Mariann (1972) és Imre (1979). 1968-ban fél évet töltött el ösztöndíjasként a leningrádi Kirov Balettnél. 1969–1974 között volt a Svéd Királyi Balett szólistája, s 1975–1980 között vendégszólistaként táncolt a berlini Deutsche Operben és a londoni Festival Balletben. 
1979-ben az Állami Balett Intézet igazgatója, majd 1983–1991 között a Táncművészeti Főiskola néven a folytató intézmény főigazgatója volt. 1989–1991 között a chilei Állami Színház balettigazgatói posztját is betöltötte. 1993-tól az Észak-Karolinai Művészeti Egyetem vendég balettmestere, 1994-től a Svéd Királyi Balett, 1994–95-ben pedig a Cullberg Balett vendég balettmestere volt. 
1998-tól újra a Magyar Táncművészeti Egyetem főigazgatója, majd 2006-tól rektora lett. 2001-től a Magyar Állami Operaház örökös tagja, 2003-tól mesterművésze. 2005-től a Semmelweis Egyetem Sport- és Testneveléstudományi karának tanszékvezetője volt. A Táncművészek Társaságának és a Magyar Zeneművészek és Táncművészek Világszövetségének elnöki tisztségét is betöltötte.

## Színházi szerepei
A Színházi Adattárban regisztrált bemutatóinak száma: 4.
- Darius Milhaud: Francia saláta....Cinzio
- Kosma: Elektronikus szerelem....Merkur
- Verdi: Aida....Radames
- Ifj. Johann Strauss: A cigánybáró....Táncos

### Egyéb színházi szerepei
- Vojnonen: Diótörő....Herceg
- Petipa: Csipkerózsika....Desirée
- Lavrovszkij: Giselle....Albert gróf
- Seregi László: Sylvia....Amyntas
- Seregi László: A cédrus....Művész
- Fodor Antal: A próba....Jézus
- Petipa: Árnyak tánca....Szolor
- Balanchine....Apolló
- Fodor Antal: Gyermekgyászdalok, Ecloga
- Balanchine: C-dúr szimfónia
- Maurice Béjart: Ez lenne a halál?

## Filmjei
- A cédrus (1977)
- Boldog születésnapot, Marilyn! (1981)

## Díjai, kitüntetései
- Liszt Ferenc-díj (1964)
- Érdemes művész (1975)
- Kossuth-díj (1978)
- Kiváló művész (1983)
- A Magyar Köztársasági Érdemrend középkeresztje (1997)
- Széchenyi Professzori Ösztöndíj (1999–2002)
- A Magyar Állami Operaház Mesterművésze (2003)
- A Halhatatlanok Társulatának örökös tagja (2004)
- A Magyar Táncművészek Szövetségének életműdíja (2009)
- A Magyar Érdemrend középkeresztje a csillaggal (2019)